# Carlos Garaicoa
Carlos Garaicoa, né le 23 janvier 1967 à La Havane (Cuba), est un artiste contemporain cubain, spécialisé dans la photographie et les installations.
Garaicoa est devenu un artiste cubain de premier plan dans les années 1990 après un exode massif d'artistes qui avaient joué un rôle décisif dans le mouvement artistique cubain des années 1990. Ses pièces portent souvent des commentaires sociaux et politiques sur la vie à La Havane. Le travail de Garaicoa est connu pour s'appuyer sur la théorie post-moderniste pour relier l'esthétique au sens dans les espaces urbains et l'architecture.

## Biographie

### Jeunesse
Né à La Havane (Habana Vieja) en 1967, Carlos Garaicoa a vu les effets du socialisme sur le développement de son quartier en grandissant,. Pendant la guerre froide et après la chute du socialisme européen, de nombreux bâtiments à Cuba sont restés inachevés et la modernisation a stagné, laissant l'architecture en ruine et en décomposition. Adolescent, bien qu'intéressé par l'architecture et l'art, il a été formellement formé en ingénierie et thermodynamique à l'institut technique Vibora. Après ces études, Garaicoa a servi quatre ans de service obligatoire dans l'armée cubaine en tant que dessinateur puis s'est enrôlé dans le département de peinture à l'Instituto Superior de Arte (ISA) de 1989 à 1992. En raison de la nature ouverte de l'enseignement à l'ISA, il s'est intéressé à l'architecture dans le contexte de l'art. De plus, Garaicoa était intéressé à briser les définitions strictes de la littérature, des médias et de l'art, et à la place, à utiliser les trois dans son travail. Cependant, pendant son séjour à l'école d'art, Garaicoa a été enrôlé dans l'armée mais a refusé de se réengager. Garaicoa n'a pas été autorisé à présenter sa thèse et n'a donc jamais obtenu son diplôme de l'ISA. Il s'est vu depuis proposer un diplôme honorifique, mais le refuse.

### Carrière
Carlos Garaicoa a commencé sa carrière dans les années 1990, alors que Cuba était plongée dans la dépression économique par un manque de soutien de l'URSS, combiné à l'embargo américain. Ce fut une période difficile pour les artistes, mais Garaicoa a persévéré en obtenant une reconnaissance internationale par le biais de commentaires sociaux et de discours politiques dans son art. Dans les premiers travaux de Carlos Garaicoa, il ne s'est pas concentré sur un médium en raison de sa conviction qu'il était trop restrictif, ainsi que de son intérêt pour les intersections de la théorie, de la réalité et de l'art. Pour briser ces barrières, ainsi que celles entre l'artiste et le spectateur, les premières pièces de Garaicoa étaient des installations anonymes placées dans la rue ou des modifications apportées aux espaces publics, comme les bâtiments et les murs. Inspiré par les milieux artistiques internationaux des années 1950 et 1960, Garaicoa a qualifié ces installations de «événements», qui reposaient sur l'engagement du public.

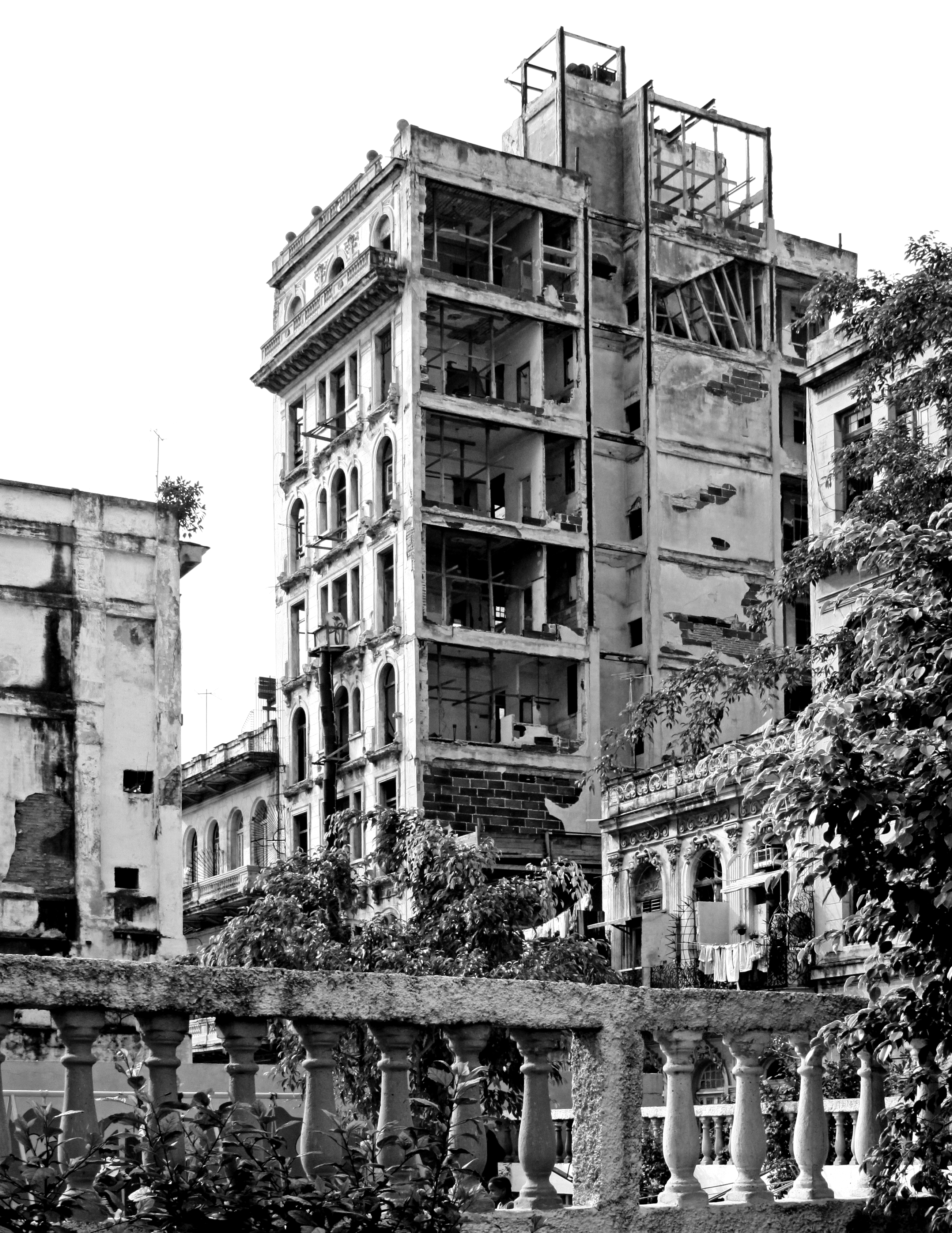
Un bâtiment en décomposition à La Havane, comme ceux que Garaicoa a documentés pour la Continuity of Somebody's Architecture.

Garaicoa a également été fortement influencé par la révolution cubaine, et une grande partie de son travail critique la dualité entre le communisme et la surconsommation à Cuba, en particulier dans l'architecture. Cependant, ses pièces sont souvent abstraites ou minimales, avec peu ou pas d'explication de leur objectif, afin de forcer les spectateurs à construire leur propre sens et à penser de manière critique à son art. Son art a été présenté dans de nombreuses expositions importantes dans des musées tels que le musée d'Art contemporain de Los Angeles, le musée Solomon R. Guggenheim, la Tate Modern et le Bronx Museum of the Arts.

### Prise de position
En mai 2021, Carlos Garaicoa et une vingtaine d'artistes cubains dont Tania Bruguera, Sandra Ramos et Tomas Sanchez demandent le retrait de la vue de public de leurs œuvres du Musée national des Beaux-Arts de Cuba en soutien à Luis Manuel Otero Alcántara,  « séquestré et maintenu sans communication par la sécurité de l'État » depuis le 2 mai. Le Musée national des Beaux-Arts rejette cette demande qui n'est pas, selon son communiqué, en accord avec l'intérêt du public,,.